# Money for Nothing (Dire Straits)
Money for Nothing är en låt av den brittiska rockgruppen Dire Straits, och är skriven av Mark Knopfler och Sting. Låten finns med på albumet Brothers in Arms från 1985 och gavs samma år även ut på singel och blev en internationell hit. Den låg etta på Billboard Hot 100 under tre veckor och belönades även med en Grammy i kategorin Best Rock Performance By a Duo or Group With Vocal. Låten kom att få stort genomslag genom sin banbrytande video, den kontroversiella texten och även tack vare Stings medverkan med det klassiska intro "I want my MTV".
Videon kom också att bli den första att visas i MTV Europe då kanalen startade den 1 augusti 1987.

## Låten
Låten är igenkännlig på dess långa keyboardintro med raden "I want my MTV" sjungen av Sting, och framförallt dess distade gitarriff som för gruppen var något helt nytt. Riffet är återkommande genom låten och varieras i verserna där det spelas stumt eller dämpat.
Texten är skriven ur en persons synvinkel som ser musikvideor på MTV och kommenterar det han ser. För att uppnå känslan av att texten uttrycks från en vanlig "lekmans" tyckande och tänkande om ett så vardagligt ämne använder sig bandets sångare Mark Knopfler sig på albumet av sångstil som kallas Sprechstimme (tyska för spoken-song eller spoken-voice); verserna sjungs alltså inte ut som vanligt.
Mark Knopfler har berättat om hur låten kom till:
That came from a big meathead working in an electrical appliance store in New York.
He was watching MTV while moving boxes. I spied on him through a little gap in the microwave section,
and the lines he was coming out with were so classic that I had to write them down as fast as possible.
He actually said things like, "What's that? Hawaiian noises?" and "maybe get a blister on your little finger."
And then he said, "That ain't workin'" . . . Little did he know.

### Stings medverkan
Sting blev medförfattare då hans sjöng de klassiska introraderna "I want my MTV", som även går i samma melodi som The Police Don't Stand So Close To Me, skriven av honom själv. Från en första början var det aldrig meningen att Sting skulle medverka i låten, och synthintrot var inte heller inplanerat, men då han var på Montserrat där bandet spelade in albumet blev han tillfrågad om att medverka i låten. Knopfler hade redan skrivit raden "I want my MTV", men visste dock inte vad han skulle göra med detta. Keyboardisten Guy Fletcher kom på idén med introt, och Sting färdigställde sedan sin del av låten på en timme och succén var snart ett faktum. 

### Kontrovers kring låten
Låten innehåller text så som "he's banging on the bongos like a chimpanzee", "that little faggot with the earring and the makeup", samt låtens huvuddel "money for nothing and chicks for free". Detta blev kritiserat av många som sexistiskt, rasistiskt och homofobiskt. I versionen som senare släpptes för radio var versen med "faggot"-referensen borttagen, vilket är samma version som finns med på albumet Sultans of Swing: The Very Best of Dire Straits. När Dire Straits och även Knopfler som soloartist framförde låten live bytte han ofta ut ordet "faggot" till "mother", "queenie" med mera, och själv påstår han att han bara sjunger det som kommer för stunden utan att tänka att han borde hoppa över "faggot".
I en intervju med musiktidskriften Rolling Stone uttryckte Knopfler blandade känslor:
I got an objection from the editor of a gay newspaper in London - he actually said it was below the belt.
Apart from the fact that there are stupid gay people as well as stupid other people, it suggests that maybe you
can't let it have so many meanings - you have to be direct. In fact, I'm still in two minds as to whether it's
a good idea to write songs that aren't in the first person, to take on other characters.

## Priser och utmärkelser
- Grammy Awards 1986 - Best Rock Performance By A Duo Or Group
- MTV Video Music Awards 1986 - Video of the Year
- MTV Video Music Awards 1986 - Best Group Video

## Nomineringar
- Grammy Awards 1986 - Record of the Year
- MTV Video Music Awards 1986 -  Best Stage Performance Video
- MTV Video Music Awards 1986 - Best Concept Video
- MTV Video Music Awards 1986 - Best Direction
- MTV Video Music Awards 1986 - Best Special Effects
- MTV Video Music Awards 1986 - Viewer's Choice
- MTV Video Music Awards 1986 - Best Art Direction
- MTV Video Music Awards 1986 - Best Editing
- MTV Video Music Awards 1986 - Most Experimental Video
- MTV Video Music Awards 1986 - Best Overall Performance
- American Music Award 1986 - Favorite Pop/Rock Single

## Listplaceringar
| Lista (1985-1986) | Topplacering |
| ----------------- | ------------ |
| Frankrike         | 34           |
| Nederländerna     | 35           |
| Nya Zeeland       | 4            |
| Schweiz           | 22           |
| Österrike         | 7            |